# Stilobezzia unifasciata
Stilobezzia unifasciata är en tvåvingeart som beskrevs av Tokunaga 1963. Stilobezzia unifasciata ingår i släktet Stilobezzia och familjen svidknott. Inga underarter finns listade i Catalogue of Life.